# Фридрих Людвиг Саксен-Гота-Альтенбургский
Фридрих Людвиг Саксен-Гота-Альтенбургский (нем. Friedrich Ludwig von Sachsen-Gotha-Altenburg; 20 января 1735 г., Гота, Саксен-Гота-Альтенбург — 9 июня 1756 г., Гота, Саксен-Гота-Альтенбург) — наследный принц Саксен-Гота-Альтенбурга из Эрнестинской линии Веттинов.  Двоюродный брат короля Великобритании Георга III.

## Биография
Фридрих Людвиг родился 20 января 1735 года в Готе. Старший сын владетельного герцога Саксен-Гота-Альтенбурга Фридриха III и его жены Луизы Доротеи Саксен-Мейнингенской, дочери владетельного герцога Саксен-Мейнингена Эрнста Людвига I и его жены Доротеи Марии Саксен-Гота-Альтенбургской. По отцу Фридрих Людвиг приходился племянником Августе Саксен-Готской (1719—1772), которая была замужем за старшим сыном короля Великобритании Георга II, Фредериком, принцем Уэльским (1707—1751). По матери Фридрих Людвиг приходился племянником герцогам Саксен-Мейнингена Эрнсту Людвигу II (1709—1729) и Карлу Фридриху (1712—1743).
Фридрих Людвиг был самым старшим ребёнком в семье. Позже у него появились братья и сёстры, в том числе герцог Саксен-Гота-Альтенбурга Эрнст II (1745—1804) и принц Август (1747—1806), который никогда не был женат и не имел детей.
С 1744 года молодой наследный принц отправился в многолетнее образовательное путешествие по Европе. С 1747 по 1750 год он проживал в Париже, где познакомился с деятелями французского Просвещения, таким как Вольтер, Жан-Жак Руссо, Поль-Анри Гольбах и Дени Дидро. В Париже сопровождавший принца в его путешествии саксен-альтенбургский гофмейстер Ульрих фон Тун нанял писателя Гийома Тома Рейналя в качестве учителя истории и философии для наследного принца.  Барон Фридрих Мельхиор Гримм какое-то время преподавал ему немецкую словесность. Контакты, завязавшиеся с Вольтером в Париже, позже продолжились в Саксен-Гота-Альтенбурге, где он был гостем герцогини Луизы Доротеи с 15 апреля по 25 мая 1753 г.
Наследный принц Фридрих Людвиг, часто болевший в детстве, 26 мая 1756 года заболел «чувствительной подагрической болью», сопровождавшейся лихорадкой. 9 июня 1756 г. 21-летний Фридрих Людвиг скончался в присутствии своей семьи в замке Фриденштайн. 16 июня 1756 года Фридрих Людвиг был похоронен в княжеском склепе замковой церкви, заупокойную речь произнёс придворный обер-священник Иоганн Георг Брюкнер. 27 июня в церкви Святой Маргариты генерал-суперинтендант герцогства Иоганн Адам Лев произнёс ещё одну поминальную речь.
После смерти принца Фридриха Людвига новым наследным принцем, а затем и новым владетельным герцогом стал его младший брат Эрнст II.

## Семья
Принц Фридрих Людвиг никогда не был женат и не имел детей, как и его дяди по материнской линии.